# Typhlacontias punctatissimus
Typhlacontias punctatissimus är en ödleart som beskrevs av  Bocage 1873. Typhlacontias punctatissimus ingår i släktet Typhlacontias och familjen skinkar.

## Underarter
Arten delas in i följande underarter:
- T. p. punctatissimus
- T. p. bogerti
- T. p. brainei